# Ana Guevaraová
Ana Gabriela Guevara Espinoza (* 4. března 1977 Nogales) je bývalá mexická sprinterka, jejíž specializací byl běh na 400 metrů.
Poprvé na sebe upozornila na halovém mistrovství světa 1999 v Maebaši, kde doběhla ve finále čtvrtá. V letní sezóně získala zlatou medaili na Panamerických hrách v kanadském Winnipegu. Na světovém šampionátu v Seville skončila její cesta v semifinálovém běhu. Reprezentovala na letních olympijských hrách 2000 v australském Sydney, kde ve finále proběhla cílem na pátém místě v čase 49,96 s. O rok později získala bronz na mistrovství světa v Edmontonu. V roce 2002 získala společně s dalšími třemi atlety podíl na jackpotu ve Zlaté lize.
Na Panamerických hrách v roce 2003, které se konaly od 1. do 17. srpna v Dominikánské republice získala na čtvrtce zlatou medaili. Titul mistryně světa vybojovala později na šampionátu v Paříži v čase 48,89 s. S mexickou štafetou na 4 × 400 metrů však skončila již v rozběhu. Na letních olympijských hrách 2004 v Athénách proběhla ve finále cílem na druhém místě v čase 49,56 s. Rychlejší byla jen Bahamská atletka Tonique Williamsová-Darlingová.
V roce 2005 doběhla třetí na mistrovství světa v Helsinkách. O dva roky později získala na Panamerických hrách v brazilském Rio de Janeiru již třetí medaili na čtvrtce v řadě. Stříbrnou medaili vybojovala také s mexickou štafetou. Na mistrovství světa 2007 v Ósace skončila ve finále těsně pod stupni vítězů, na čtvrtém místě v čase 50,16 s. Atletickou kariéru ukončila na začátku roku 2008, kvůli korupci představitelů mexického sportu.

## Osobní rekordy
- 400 m (hala) – 50,93 s – 6. března 1999, Maebaši – národní rekord
- 400 m (dráha) – 48,89 s – 27. srpna 2003, Paříž – národní rekord